# 청량리 가스 폭발 사고
청량리 가스 폭발사고는 1983년 1월 14일 서울특별시 동대문구 청량리동 미주아파트에서 LP가스가 폭발, 1명이 숨지고 16명이 중경상을 입었으며 아파트 내 2가구가 벽체가 무너지는 등 크게 파손된 사고이다.

## 개요
1983년 1월 14일 밤 10시 45분경, 서울특별시 동대문구 청량리동 235-1번지에 위치한 미주아파트 6동 801호에서 LP가스가 폭발하면서 화재가 발생하였다. 이 사고로 801호와 802호 두 가구가 크게 파손, 전소되었고 미주아파트 4개 동의 유리창이 대부분 파손되었다.
또한 폭발 충격으로 벽체와 복도난간이 무너지면서 시멘트 블록 파편이 날아가 인근 주택가를 덮쳐, 집안에서 가족들과 TV를 보고 있던 주민 김경란(당시 19세, 청량리경찰서 타자수)이 판잣집지붕을 뚫고 날아온 길이 40cm, 넓이 20cm2 크기의 콘크리트 더미에 뒤통수를 맞아 그 자리에서 숨지고 그의 가족 3명을 비롯하여 미주아파트 6동 802호 일가족 5명 등 16명이 중경상을 입었다.
가스폭발과 함께 아파트단지가 정전되고 주민들이 대피하는 소동을 빚었으며, 화재가 발생하여 불길이 번지자 소방차 24대와 고가사다리차 3대, 소방관 69명, 경찰관 35명이 출동, 1시간만에 진화되었다.

## 수사경과
사고가 발생한 청량리 미주아파트는 1983년 1월 12일부터 LPG배관을 도시가스와 겸용할 수 있도록 배관 두께와 가스계량기 높이를 개량하는 작업을 하고 있었다. 경찰은 일단 배관공사 하자로 가스가 새어나와 801호에 차있다가 원인불명의 불씨에 옮겨붙어 폭발한 것으로 보고 도급업체 관계자 5명을 불러 수사하였다.
1월 17일, 경찰은 '801호 실내에 차있던 누출된 가스에 냉장고 계전기 스파크에서 발생한 불길이 닿아 폭발이 일어난 것으로 추정된다'고 발표하고, 시공업체 고려연료(주) 대표 곽종철(당시 33세) 등 5명을 중과실치사상 혐의로 입건하였다.
다음날, 경찰은 폭발사고가 일어난 6동 801호 주방안의 가스파이프 안전밸브와 배관 연결부분에서 가스가 누출되었다는 국립과학수사연구소의 통보에 따라 배관공사 현장소장 등 3명을 업무상 중과실 치사상 혐의로 구속했다.

## 사고원인
폭발사고와 관련하여 수사를 벌여온 서울지방검찰청 북부지청은 당시 대한민국 유일의 가스코크 제조업체로서 1976년 설립되어 한국 시장의 90% 이상을 독점하던 근화공업사(서울특별시 구로구 신도림동 380-4 소재)가 한국가스안전공사 서울지부 검사원에게 26차례에 걸쳐 뇌물을 주면서 검사받지 않은 불량코크 3만 1천여 개를 시중에 팔아온 혐의를 포착, 근화공업사 대표 홍성화(당시 40세)와 공장장 홍성한(당시 33세)을 가스사업법 위반 및 뇌물공여 혐의로, 뇌물을 받고 불량코크에 검인을 해준 한국가스안전공사 서울지부 검사원 이선주(당시 29세)를 뇌물수수 및 직무유기 혐의로 구속했다.
검찰은 근화공업사가 생산한 시중의 배관용 코크를 수거하여 국립과학수사연구소 및 공업시험원에 검사를 의뢰한 결과 모두 잠긴 상태에서도 가스가 샌다는 통보를 받고 수사를 시작하였다.
이 사건으로 아파트별로 가스배관 및 밸브에 대한 일제 점검 및 교환이 실시되었으며, 근화공업사는 '태양기업사'로 회사 이름을 바꾸어야 했다.

## 같이 보기
- 아현동 도시가스 폭발 사고
- 대구 상인동 가스 폭발 사고